# Kiana Madeira
Kiana Alexa Madeira (Toronto, 4 novembre 1992) è un'attrice canadese, principalmente conosciuta per il ruolo di Rachel Hennesey nel film targato Disney Harriet the Spy, al fianco di Jennifer Stone e Vanessa Morgan, e per la serie televisiva targata Netflix Trinkets in cui interpreta Moe Truax.

## Filmografia

### Cinema
- After 3 (After We Fell), regia di Castille Landon (2021)
- Brother, regia di Clement Virgo (2022)
- Perfect addiction, regia di Castille Landon (2023)
- After 5 (After Everything), regia di Castille Landon (2023)

### Televisione
- La piccola moschea nella prateria (Little Mosque on the Prairie) – serie TV, episodio 2x08 (2007)
- Harriet the Spy (Harriet the Spy: Blog Wars), regia di Ron Oliver – film TV (2010)
- La mia babysitter è un vampiro (My Babysitter's a Vampire) – serie TV, episodio 1x05 (2011)
- Salem Falls, regia di Bradley Walsh – film TV (2011)
- Miss Reality (Really Me) – serie TV, 26 episodi (2011-2012)
- Capelli ribelli, regia di Erik Canuel – film TV (2015)
- The Swap, regia di Jay Karas – film TV (2016)
- Bruno & Boots – serie TV, 5 episodi (2016-2017)
- Wynonna Earp – serie TV, episodio 2x06 (2017)
- The Flash - serie TV, episodio 5x04 (2018)
- Trinkets – serie TV, 20 episodi (2019-2020)
- Fear Street Parte 1: 1994 (Fear Street Part One: 1994), regia di Leigh Janiak – film TV (2021)
- Fear Street Parte 2: 1978 (Fear Street Part Two: 1978), regia di Leigh Janiak – film TV (2021)
- Fear Street Parte 3: 1666 (Fear Street Part Three: 1666), regia di Leigh Janiak – film TV (2021)

## Doppiatrici italiane
Nelle versioni in italiano dei suoi film, Kiara Madeira è stata doppiata da:
- Lucrezia Marricchi in Trinkets, Fear Street Parte 1: 1994, Fear Street Parte 2: 1978, Fear Street Parte 3: 1666
- Ludovica Bebi in Miss Reality, Capelli Ribelli, The Swap, Coroner
- Giulia Franceschetti in After 3, After 5
- Ludovica De Caro in La mia babysitter è un vampiro
- Sara Labidi in Bruno & Boots
- Rossa Caputo in Perfect Addiction